# エイダー・トーレス
エイダー・レニア・トーレス・サンドバル（Eider Lenina Torres Sandoval , 1983年1月16日 - ）は、ベネズエラ・スリア州マラカイボ出身の元プロ野球選手（二塁手）。右投両打。

## 経歴
マイナーリーグでは2003年から2007年まで5年連続で100試合以上に出場し、あと一歩でメジャー昇格というところまで来ている。打撃は特別優れているというわけではないが（2007年はAAAで打率.267、4本塁打、41打点）、2002年から2007年まで6年連続で20盗塁以上を記録する俊足が売り。
2002年から2006年にかけてはクリーブランド・インディアンスのマイナー組織に所属し、2007年からはボルチモア・オリオールズのマイナー組織に所属していた。2008年も開幕はマイナーで迎えたが4月25日にメジャー契約を結び昇格。翌4月26日のシカゴ・ホワイトソックス戦でメジャーデビューを果たした。

## 詳細情報

### 年度別打撃成績
| 年 度    | 球 団    | 試 合 | 打 席 | 打 数 | 得 点 | 安 打 | 二 塁 打 | 三 塁 打 | 本 塁 打 | 塁 打 | 打 点 | 盗 塁 | 盗 塁 死 | 犠 打 | 犠 飛 | 四 球 | 敬 遠 | 死 球 | 三 振 | 併 殺 打 | 打 率 | 出 塁 率 | 長 打 率 | O P S |
| -------- | -------- | ----- | ----- | ----- | ----- | ----- | -------- | -------- | -------- | ----- | ----- | ----- | -------- | ----- | ----- | ----- | ----- | ----- | ----- | -------- | ----- | -------- | -------- | ----- |
| 2008     | BAL      | 8     | 9     | 9     | 2     | 2     | 0        | 0        | 0        | 2     | 0     | 0     | 0        | 0     | 0     | 0     | 0     | 0     | 2     | 1        | .222  | .222     | .222     | .222  |
| MLB：1年 | MLB：1年 | 8     | 9     | 9     | 2     | 2     | 0        | 0        | 0        | 2     | 0     | 0     | 0        | 0     | 0     | 0     | 0     | 0     | 2     | 1        | .222  | .222     | .222     | .222  |

### 背番号
- 14 (2008年)